# Liberta FC
Liberta FC – klub piłkarski z Antigui i Barbudy założony w 1974, grający w sezonie 2015/2016 w drugiej lidze. Drużyna wywalczyła awans do pierwszej ligi, kończąc rozgrywki na pierwszym miejscu z 47 punktami. Dwukrotny mistrz kraju (w 1985 i 1987 roku).